# Karl Schnurre
Karl Schnurre (* 24. November 1898 in Marburg; † 29. September 1990 in Bonn) war ein deutscher Diplomat und Jurist.

## Leben
Nach dem Studium der Rechtswissenschaften war Schnurre zunächst als preußischer Landrichter und Attaché beim deutsch-britischen Gemischten Schiedsgericht in London tätig. Am 2. Januar 1928 wurde er ins Auswärtige Amt in Berlin berufen. Am 16. August 1930 kam er an die deutsche Botschaft in Budapest, wo er bis 1936, seit dem 5. März desselben Jahres im Rang eines Gesandtschaftsrates II. Klasse, verblieb.
Am 1. August 1935 war er der NSDAP beigetreten. Am 20. April 1936 übernahm Schnurre eine leitende Funktion in der Handelspolitischen Abteilung des Auswärtigen Amtes. Am 9. Juni 1936 folgte die Beförderung zum Vortragenden Legationsrat und am 11. März 1940 wurde er schließlich als Ministerialdirigent zum Gesandten I. Klasse befördert. Weitere Beförderungsstufen waren 1942 die Ernennung zum kommissarischen und am 28. September 1944 die Ernennung zum tatsächlichen Leiter der Handelspolitischen Abteilung als Nachfolger von Emil Wiehl.

## Hitler-Stalin-Pakt
Im Sommer 1939 hatte Schnurre die Geheimverhandlungen mit dem Leiter der sowjetischen Handelsvertretung in Berlin, Barbarin, über den Deutsch-Sowjetischen Wirtschaftsvertrag geführt, der am 19. August 1939 unterzeichnet wurde und einen entscheidenden Schritt zum sogenannten Hitler-Stalin-Pakt darstellte. Am 23. und 24. August 1939 begleitete Schnurre Reichsaußenminister Joachim von Ribbentrop zum Paktabschluss nach Moskau und blieb später bis in das Jahr 1941 hinein für Wirtschaftsverhandlungen mit der UdSSR zuständig.

## Handelsvereinbarungen
Am 23. September 1943 verhandelten Albert Speer und Schnurre mit dem Vichy-Minister Jean Bichelonne über Produktionsaufträge, die von dem kollaborationswilligen Frankreich ausgeführt werden sollten. 1944/1945 war er Leiter der deutschen Delegation für die Verhandlungen mit der Schweiz und in die Goldtransaktionen des Raubgoldes involviert. Seine Frau und die Tochter hatte er vor dem Bombenkrieg an der Schweizer Grenze in Säckingen in Sicherheit gebracht.

## Nürnberger Prozesse
Bei Kriegsende stellte Schnurre sich der Regierung von Karl Dönitz im Sonderbereich Mürwik zur Verfügung, wo er im Mai 1945 verhaftet und interniert wurde. Nach seiner Freilassung am 1. Mai 1947 trat Schnurre im Nürnberger Wilhelmstraßen-Prozess als Zeuge auf, wo er sowohl zugunsten des Staatssekretärs Ernst von Weizsäcker als auch zugunsten seines langjährigen Chefs, des Botschafters Karl Ritter, aussagte. Beide Diplomaten wurden verurteilt.
Nach dem Krieg war Schnurre in der Industrie als Geschäftsführer des Verbandes Deutscher Ölmühlen tätig.

## Werke
- Aus einem bewegten Leben. Heiteres und Ernstes. Godesberg 1986. Nachlass unveröffentlicht, zitiert bei Niels Joeres: Der Architekt von Rapallo. Der deutsche Diplomat Ago von Maltzan im Kaiserreich und in der frühen Weimarer Republik. Dissertation, Heidelberg 2006. S. 21 (PDF Online)